# Copa de baloncesto de Bosnia y Herzegovina
La Copa de baloncesto Mirza Delibašić es la competición de copa de baloncesto de Bosnia y Herzegovina. Se disputa desde el año 1994 y desde el año 2000 participan también equipos de la República Srpska. La disputan 16 equipos en eliminatorias directas a un único partido.

## Resultados
| - 1994 KK Sloboda Tuzla - 1995 KK Sloboda Tuzla - 1996 KK Sloboda Tuzla - 1997 KK Sloboda Tuzla - 1998 HKK Široki - 1999 KK Sloboda Tuzla - 2000 KK Borac Banja Luka - 2001 KK Sloboda Tuzla - 2002 HKK Široki |  | - 2003 HKK Široki - 2004 HKK Široki - 2005 Bosna Sarajevo - 2006 HKK Široki - 2007 KK Igokea - 2008 HKK Široki - 2009 Bosna Sarajevo - 2010 Bosna Sarajevo - 2011 HKK Široki |  | - 2012 HKK Široki - 2013 KK Igokea - 2014 HKK Široki - 2015 KK Igokea - 2016 KK Igokea - 2017 KK Igokea - 2018 KK Igokea - 2019 KK Igokea - 2020 OKK Spars Sarajevo |  | - 2021 KK Igokea - 2023 KK Igokea - 2024 KK Bosna - 2025 KK Igokea |

## Victorias por club
| Club                | Títulos | Años campeón                                                     |
| ------------------- | ------- | ---------------------------------------------------------------- |
| KK Igokea           | 11      | 2007, 2013, 2015, 2016, 2017, 2018, 2019, 2021, 2022, 2023, 2025 |
| HKK Široki          | 9       | 1998, 2002, 2003, 2004, 2006, 2008, 2011, 2012, 2014             |
| KK Sloboda Tuzla    | 6       | 1994, 1995, 1996, 1997, 1999, 2001                               |
| Bosna Sarajevo      | 4       | 2005, 2009, 2010, 2024                                           |
| OKK Spars Sarajevo  | 1       | 2020                                                             |
| KK Borac Banja Luka | 1       | 2000                                                             |